# هوفن
هوفن (به هلندی: Hoeven) یک منطقهٔ مسکونی در هلند است که در هالدربرخه واقع شده‌است. هوفن ۶٬۵۶۰ نفر جمعیت دارد.